# Bugatti Mistral
El Bugatti Mistral es un automóvil superdeportivo roadster de dos puertas biplaza, con motor central-trasero montado longitudinalmente y de tracción en las cuatro ruedas, producido por el fabricante francés Bugatti Automobiles S.A.S. a partir de 2023.

## Nomenclatura
Su nombre es un viento intenso, frío y seco que sopla con mayor fuerza entre principios de noviembre y finales de abril. Es proveniente del noroeste desde el valle del río Ródano y desemboca en el Mar Mediterráneo a través de la Costa Azul de Francia, además de ser el nombre que recibe la recta de atrás del circuito de Le Castellet.

## Vista general
Fue presentado oficialmente al público a finales de agosto de 2022 durante la semana del automóvil en Pebble Beach, California.
Se trata del último modelo del fabricante en llevar un motor W16 de 7993 cm³ (8 L; 487,8 plg³) con cuatro turbocompresores, introducido inicialmente desde 2005 en el Bugatti Veyron y, al mismo tiempo, la única planta motriz que la firma ha utilizado desde entonces. A lo largo de su ciclo de vida, ha ido evolucionando constantemente para mejorar su rendimiento. El siguiente modelo producido por el fabricante será híbrido, incluyendo también el motor de combustión interna.
Su W16 produce una potencia máxima de 1600 CV (1578 HP; 1177 kW), es decir, igual que en el Chiron Super Sport 300+. Su velocidad máxima estaría limitada hasta los 420 km/h (261 mph), como en un Chiron convencional. No es una versión sin techo del Chiron, sino que se considera como un modelo completamente nuevo. Sin embargo, no es el descapotable más potente del mundo, ya que es superado por el Hennessey Venom F5 con 1842 CV (1817 HP; 1355 kW), pero sí es el más caro del mundo al ostentar un precio de alrededor de 5 000 000 €.
Mientras que el Veyron 16.4 Grand Sport Vitesse alcanzó 408,84 km/h (254 mph) en 2013 estableciendo así un récord para un descapotable, Emilio Scervo, Director de Tecnología de Bugatti Rimac, confía en que este nuevo roadster lo supere fácilmente, ya que según afirma que podría alcanzar una velocidad de al menos 420 km/h (261 mph).
Se fabricarán 99 unidades en total, cuya producción ya está completamente vendida al tratarse de una edición limitada. Se tiene previsto que las entregas a los clientes comenzarían a principios de 2024.

“Para la última aparición en carretera del legendario motor W16 de Bugatti, sabíamos que teníamos que crear un roadster. Mucho más del 40% de todos los vehículos Bugatti jamás creados tienen un diseño descapotable, lo que establece un largo linaje de íconos de rendimiento que, hasta el día de hoy, son venerados en todo el mundo. En la era del Chiron, hasta la fecha, no había ningún roadster, por lo que la presentación del W16 Mistral continúa con este legado, impulsada por la enorme demanda de nuestros clientes de una forma completamente nueva de experimentar el poderoso rendimiento de nuestro icónico motor...”
dijo: Mate Rimac, director ejecutivo de Bugatti Rimac.

### Especificaciones
| Distribución                        | DOHC 4 válvulas x cilindro                    |
| Diámetro x carrera                  | 86 x 86 mm (3,39 x 3,39 pulgadas)             |
| Alimentación                        | Inyección directa con 4 turbos de doble etapa |
| Potencia máxima                     | 1600 CV (1578 HP; 1177 kW) @ 6700 rpm         |
| Par máximo                          | 1600 N·m (1180 lb·pie) @ 2000-6000 rpm        |
| Potencia específica                 | 200,2 CV/litro                                |
| Capacidad del tanque de combustible | 100 litros (26,4 galAm)                       |

## Diseño
Su diseño exterior se inspira en algunos de sus antepasados, sobre todo en el Type 57 Roadster Gran Raid de 1934, aunque también está desarrollado tomando como base al Chiron, así como en los demás modelos de la gama actual, tales como: el Centodieci, el Divo o La Voiture Noire. Se distingue de estos por ser el primero y único sin techo al tratarse de una carrocería roadster sin techo que se pueda poner y quitar. Sin embargo, se ofrece un "techo de emergencia" de tela para llevarlo dentro del coche por si cae lluvia repentinamente, pero no se podrá usar mientras circula, sino que más bien sirve solamente para mantener seco el interior mientras el coche está parado.
En la parte delantera tiene la icónica parrilla en forma de herradura, que se ha ensanchado para parecer más profunda. Un parabrisas curveado, envolvente y distintivo, se une con los pilares "A" y las ventanas laterales, similar a La Voiture Noire, creando así un "efecto de visera", según el propio fabricante. En la parte trasera presenta escapes cuadrados, igual que el Veyron y Chiron, reemplazando los gemelos dobles del Chiron Sport.
No solamente se ha cortado el techo a un Chiron, sino que se ha adaptado y rediseñado parte del monocasco para contrarrestar la pérdida de rigidez. Además, se han reubicado algunas entradas para su refrigeración, colocando las del aire por detrás y por encima de los asientos en forma de "jorobas", al mismo tiempo que sirve de protección en caso de volcadura.
Los faros tienen un diseño inspirado en los del Divo y La Voiture Noire, cuyos trazos frontales tienen cuatro barras, mientras que la parte trasera está presente el estilo del prototipo Bolide, tomando de este último las luces traseras en forma de "X". Su carrocería está fabricada totalmente en fibra de carbono y opcionalmente, puede ordenarse de tal forma para que la pintura permite ver las fibras. Sus rines son de 20 pulgadas (50,8 cm) en el eje delantero, mientras que en el trasero son de 21 pulgadas (53,3 cm), calzando neumáticos Michelin Pilot Sport Cup 2 R.
En cuanto a la aerodinámica, se ha querido guiar el flujo de aire a través de las rejillas de ventilación entre los cuatro faros led y salir después por el costado de las puertas. Luego fluye a través de las tomas laterales y finalmente sale por las luces traseras.

## Interior
Su habitáculo no cambia mucho con respecto del Chiron, aunque tiene algunos retoques como parte de la personalización al gusto de cada cliente. Cuenta con detalles de complicados patrones grabados en el cuero de las puertas, elementos de titanio y la palanca de cambios que está fabricada de un bloque sólido de aluminio con inserciones de madera y una pieza de ámbar, que tiene dentro una escultura del "Elefante danzante", el cual fue diseñado por el escultor Rembrandt Bugatti y que originalmente fue colocado como adorno de capó sobre la tapa del radiador del Bugatti Type 41 Royale.